# Fairbanks
Fairbanks – miasto w Stanach Zjednoczonych, w środkowej Alasce, nad rzeką Chena, u jej ujścia do rzeki Tanana. Zostało założone w 1902 roku przez poszukiwaczy złota, prawa miejskie uzyskało w 1903 roku. Według danych z 2022 roku liczy 32,1 tys. mieszkańców, oraz 95,4 tys. w obszarze metropolitalnym. Drugie co do wielkości miasto Alaski (po Anchorage). Przemysł petrochemiczny, tartaki, handel futrami, ośrodek turystyczny, port lotniczy, uniwersytet (założony w 1917). Miasto zostało nazwane na cześć Charlesa W. Fairbanksa, 26. wiceprezydenta USA. Siedziba okręgu Fairbanks North Star.
W Fairbanks w latach parzystych zaczyna się, a w latach nieparzystych kończy najtrudniejszy na świecie wyścig psich zaprzęgów Yukon Quest.
W mieście rozwinął się przemysł rafineryjny oraz drzewny.

## Demografia
Według danych pięcioletnich z 2020 roku struktura rasowa miasta przedstawiała się następująco: biali nielatynoscy – 59,5%, Latynosi – 10,9%, rasy mieszanej – 9%, czarni lub Afroamerykanie – 8,9%, rdzenni Amerykanie – 8,2%, Azjaci – 3,9% i osoby z wysp Pacyfiku – 0,6%.
Wśród osób z pochodzeniem europejskim wyróżniają się osoby pochodzenia niemieckiego (12,5%), irlandzkiego (10,5%), angielskiego (7,8%), włoskiego (4,4%) i szkockiego lub szkocko–irlandzkiego (3,8%). Większość osób pochodzenia latynoskiego to Meksykanie (6,1%).

## Religia
Do największych grup religijnych obszaru metropolitalnego w 2020 roku należały:
- lokalne bezdenominacyjne zbory ewangelikalne – 9216 członków w 24 zborach,
- Kościoły zielonoświątkowe – ok. 6 tys. członków w 18 zborach,
- Kościół Jezusa Chrystusa Świętych w Dniach Ostatnich (mormoni) – 4240 wyznawców w 10 świątyniach,
- Kościół katolicki – 2299 członków w 5 parafiach,
- Kościoły baptystyczne – 2032 członków w 19 zborach.

## Miasta partnerskie
- Erdenet (Mongolia)
- Fanano (Włochy)
- Pune (Indie)
- Tainan (Tajwan)
- Jakuck (Rosja)
- Yellowknife (Kanada)